# Zaruma (ort)
Zaruma är en ort i Ecuador.   Den ligger i provinsen El Oro, i den sydvästra delen av landet, 400 km söder om huvudstaden Quito. Zaruma ligger 1 198 meter över havet och antalet invånare är 12 505.
Terrängen runt Zaruma är kuperad åt sydost, men åt nordväst är den bergig. Terrängen runt Zaruma sluttar söderut. Runt Zaruma är det glesbefolkat, med 9 invånare per kvadratkilometer. Närmaste större samhälle är Piñas, 7,7 km väster om Zaruma. Omgivningarna runt Zaruma är huvudsakligen savann.